# Montreal Ladies’ Education Association
La Montreal Ladies’ Education Association (M.L.E.A) est une association féministe fondée en 1871, visant à permettre aux femmes d’obtenir une éducation de niveau universitaire. Créée par l’université McGill et son recteur John William Dawson, elle constitue une phase importante et même le prélude, de l'accès à l'éducation supérieure des femmes canadiennes.

## Mission
Sa mission est de « développer une offre de cours sur des sujets littéraires, scientifiques et historiques pour l'éducation supérieure des femmes et, éventuellement, si possible, l'établissement d'un Collège pour Dames en connexion avec l'université.»
La M.L.E.A offre des cours particuliers à de jeunes femmes qui veulent poursuivre leur éducation, sans les contraindre à devenir des étudiantes universitaires à temps plein. Toutefois, cette mentalité sert également à empêcher les femmes qui le souhaitent de s’inscrire à temps plein dans les universités. Elles suivent des cours universitaires, mais elles ne font pas partie à part entière de l’Université McGill et elles n’ont toujours pas le droit d’être de véritables étudiantes. Dans ces années, le droit à l’éducation des femmes est encore contesté par de nombreux groupes. L’apprentissage des femmes est rarement priorisé par les membres de la société. En effet, à la fin du secondaire, les femmes sont encouragées à développer leur milieu social plutôt que leurs apprentissages scolaires.

## Contexte historique
Au milieu du 19e siècle, un mouvement en faveur de l'éducation supérieure des femmes prend de l'ampleur aux États-Unis, en Grande-Bretagne, mais aussi au Canada. La création de plusieurs collèges réservés aux femmes et d'universités féminines s'en suivra. Aux États-Unis, les femmes ont été admises dans certains collèges dès les années 1830. Ainsi, au Canada, plusieurs établissements s'ouvrent aux femmes : Mount Allison (1862), Queen’s (1872), Victoria College (1877), Acadia (1880), Dalhousie (1881). La première femme à obtenir un diplôme universitaire au Canada le reçut de Mount Allison en 1875 au Nouveau-Brunswick. Cependant à Montréal dans le début des années 1870, l'éducation des filles est possible seulement dans des écoles privées coûteuses et l'école secondaire n'est possible que pour les garçons. De ce fait, ni la création d'établissements d'enseignements pour femmes, ni l'admission des femmes à l'université McGill ne semblaient réalisables. En effet, avant 1871, seule la McGill Normal School s'intéressait à l'apprentissage des jeunes femmes.
Dawson publia de nombreux ouvrages concernant l’éducation, par exemple Science education abroad et l’article « L’éducation des femmes ». Dans ceux-ci, il affirme que l’éducation des femmes est aussi importante que celle des hommes. Le recteur de l’Université McGill y mentionne que l’éducation supérieure des femmes est nécessaire puisqu’elles transmettront leurs savoirs à leurs enfants de sexe masculin, qui eux deviendront des gens instruits : « La connaissance, il est vrai, n’est pas héréditaire, mais la formation, la culture et les qualités mentales élevées le sont, et je crois que la transmission se fait principalement du côté de la mère.» Il propose donc que la Montreal Ladies’ Educational Association offre des certificats universitaires. Ainsi, les jeunes femmes n’auraient pas à abandonner leurs occupations pour devenir des étudiantes à temps plein tout en ayant la chance d’obtenir une éducation universitaire

## Fondation

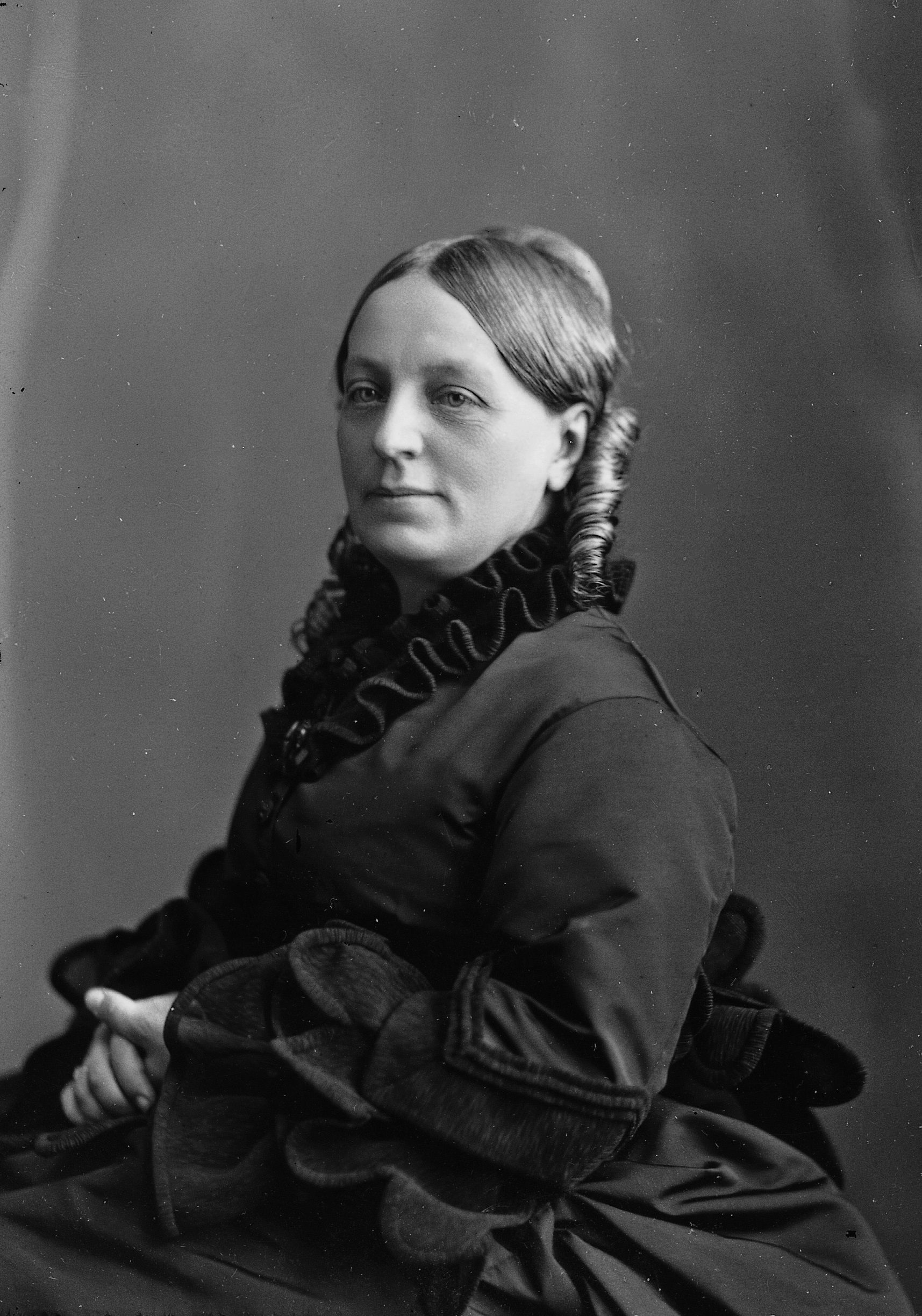
Anne Molson en 1873

En 1870, le Conseil d'administration de l'université décide d'offrir des cours aux femmes afin d'augmenter les revenus de l'université. À la suite de cette décision, le recteur de l'université, John William Dawson, et sa femme visitent l'Europe dans le but d'en apprendre plus sur l'éducation universitaire des femmes qui y est offerte. À leur retour, ils demandent l'aide de nombreux bienfaiteurs afin de financer le nouveau programme. La Montreal Ladies’ Education Association est finalement mise en place avec le soutien de John et Anne Molson. C’est chez eux, à Belmont Hall, que se tient la réunion inaugurale de la Montreal Ladies’ Educational Association le 10 mai 1871. Anne Molson fut nommée présidente et son mari, trésorier. Elle y restera présidente jusqu'en 1873.

## Contestation
Bien que la population anglophone ne soutienne pas en entièreté l’éducation des femmes, les femmes francophones éprouvent plus de contestation par rapport à l’accès à l’éducation supérieur. En effet, une grande partie de la population qui s’oppose au projet craint que les femmes délaissent leur rôle de ménagère. Ainsi, d’après eux, l’éducation des femmes met en danger la stabilité des foyers. Les femmes avec une meilleure éducation sont plus portées à chercher un travail salarié qui peut nuire à leur capacité à réaliser leurs tâches ménagères. En plus de nuire à l’ordre social établi, certains antiféministes croient qu’il est impossible pour les femmes de suivre les mêmes études que les hommes puisqu’elles sont plus limitées intellectuellement. Bien que les femmes puissent entreprendre des études supérieures, elles ne sont pas en mesure de suivre les mêmes que les hommes. Ainsi, les antiféministes ne croient pas que les femmes soient capables de suivre des cours universitaires.

## Type de formation offerte
L'association montréalaise offrira aux femmes des cours de littérature, de sciences et d'histoire aux femmes qui souhaitent obtenir une éducation supérieure. Par exemple, durant l’année scolaire 1871-1872, les femmes pourront assister à des cours de minéralogie, de littérature française, de géologie physique et chimique ainsi que des cours de langue anglaise, démontrant ainsi aux professeurs, mais de façon plus importante encore, aux femmes, que ces matières sont à la portée de la gent féminine. Ce seront les professeurs de l'Université McGill qui enseigneront les matières, mais quelques autres professeurs prendront également part à l'enseignement. Par exemple, le professeur Goldwin Smith de l'Université de Cornell enseignera l'histoire anglaise. Les premières années seront fort intéressantes financièrement pour les membres de l'association. En effet, c'est 167 femmes qui s'inscriront aux cours la première année. Toutefois, au fil des ans, la participation active des femmes s'estompe. C'est ainsi que l'association prendra la décision d'ajouter des cours pratiques au cursus, même si elle espérait garder une orientation uniquement académique au départ. Des cours d'économie domestique, de cuisine, de chirurgie ménagère, de médecine domestique, de soins infirmiers et de soins personnels d'hygiène seront offerts aux femmes de l'association. Ces cours permettront d'aller chercher l'intérêt des femmes pour augmenter leur participation.
Les membres de l'association devront débourser 12 dollars chacune pour pouvoir avoir accès à l'enseignement. Lorsqu'un cours est validé par des femmes de la Montreal Ladies' Education Association, elles obtiennent un certificat de réussite permettant aux étudiantes de se faire valoir auprès des collèges. Ce certificat permet un tremplin plus facile vers les universités.

## Première admission à l'Université McGill
Ce n’est pas avant l’année 1884 que les femmes de Montréal pourront être admises à l’Université McGill. Grâce à des filles graduées de l’école secondaire de Montréal qui ont obtenu les meilleures notes jamais vues auparavant à l’examen de fin d’année, John William Dawson demandera au département d’art de l’Université McGill de bien vouloir admettre ces étudiantes au programme. Cela a bien failli échouer, mais Donald Alexandre Smith fera un don de 50 000 $ à l’université pour l’éducation supérieure des femmes. En échange, l’université devra faire l’établissement d’un collège pour femmes « à condition que le niveau d’éducation des femmes soit le même que celui des hommes pour les diplômes ordinaires en arts, que les diplômes qui seront accordés aux femmes soient ceux de B.A., M.A., LL. D., qui devraient être ainsi délivrés à eux par l’Université McGill aux mêmes conditions qu’aux hommes.»

## Fin de l'association
Ainsi, en raison des bonnes notes des jeunes filles graduées du secondaire et du don généreux de Donald Alexander Smith, les premières femmes seront admises à l’Université McGill à l’automne 1884. Certaines jeunes femmes de l’école secondaire de Montréal et d’autres de la Montreal Ladies' Educational Association furent les premières à être admises. En l’honneur de Smith, les premières cohortes d’étudiantes de McGill étaient connues sous le nom de « Donaldas ».  Bien qu’elles aient des classes séparées de celles des hommes, leurs notes étaient belles et bien classées et comparées aux hommes. L’existence de la Montreal Ladies' Educational Association n’avait par conséquent plus sa place, elle fut fermée l’année suivante, en 1885.

Au cours des années qui ont suivi la fermeture de l’association, l’Université McGill a marqué de nombreux jalons dans l’éducation supérieure des femmes. Notamment, c’est en 1888 que les premières étudiantes de McGill, Eliza Cross, Martha Murphy, Blanche Evans, Gracie Ritchie, Jane Palmer, Alice Murray, Georgina Hunter, Donalda McFee - obtiennent un baccalauréat en arts et sont les premières à graduer de l’Université McGill. En revanche, le baccalauréat en médecine et en droit seront réservés seulement qu’aux hommes jusqu’en 1910. 

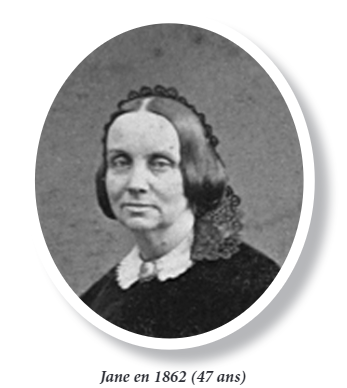
Jane Drummond Redpath en 1864

## Présidentes
- Anne Molson (1871-1873)
  - Anne Molson est élue présidente le 10 mai 1871 lors de la première rencontre de la Montreal Ladie’s Educational Association. Sa fille, Édith prend également part au programme de l’association, mais décède dès l’âge de 19 ans. Sa mort est un coup dur pour Anne qui poursuit sa présidence de l’association jusqu’en 1873. Depuis, elle n’évolue alors plus qu’en périphérie de l’association[12].
- Jane Drummond Redpath (1875-1885)
  - Après son engagement auprès de la French Candian Missionary Society et de la Presbyterian Church in Canada Ladies’French Evangelization Society, Jane Drummond démontre également de l’intérêt pour l’éducation supérieure des femmes. Elle devient présidente de la Montreal Ladie’s Educational Association dès l’année 1875, et ce, jusqu’à l’admission des femmes à l’Université McGill en 1885[18].